# Intevep
    Intevep —“Instituto de Tecnología Venezolana para el Petróleo”— se encuentra ubicado en la ciudad de Los Teques, Estado Miranda, Venezuela. Es la filial de Investigación y Desarrollo de Petróleos de Venezuela, S.A. (PDVSA) y se considera el brazo tecnológico de la corporación. También para certificar equipos de perforación y producción
    Intevep desarrolla proyectos de investigación y desarrollo en las áreas de exploración, producción y refinación del petróleo. Actualmente, es sede del Distrito Social Metropolitano para los Altos Mirandinos y posee la coordinación de la Misión Ribas.
    En 1976 se dio inicio al proyecto de construcción de la actual sede que ocupa Intevep con el diseño del destacado arquitecto norteamericano William Pereira. El complejo de laboratorios y edificios administrativos están ubicados en lo que hasta ese año había sido un seminario jesuita, llamado Villa Pignatelli, lugar escogido por reunir las condiciones ideales de ubicación geográfica. En junio de 1979, Intevep se constituyó como empresa mercantil, filial de PDVSA.
    PDVSA Intevep está actualmente conformada por unos 1.200 trabajadores.

## Hechos relevantes

### Período  1973-1978
A través de la promulgación del Decreto Presidencial N.º 1385, se creó la Fundación para la Investigación de Hidrocarburos y Petroquímica lo que abrió el camino a lo que hoy constituye el Centro de Investigación Científica y Apoyo Tecnológico de la Industria Petrolera Nacional.

    En febrero de 1974, se instaló la Fundación para la Investigación en Hidrocarburos y Petroquímica (Intevep).

    En 1976, aún manteniendo la figura jurídica de Fundación, se cambió su denominación a la actualmente conocida: Instituto Tecnológico Venezolano del Petróleo (Intevep). PDVSA se convirtió en su patrocinante.

    Igualmente en 1976, se iniciaron los primeros proyectos de investigación y desarrollo (IyD) definidos como prioritarios para la industria. En este sentido, el Consejo de Administración aprobó la constitución de seis gerencias técnicas:
1. Ciencias de la Tierra.
2. Ingeniería General.
3. Ingeniería de Petróleo.
4. Ciencias Básicas.
5. Ingeniería de Procesos.
6. Computación y Sistemas.

    En 1977, se incorporó un grupo de 75 profesionales y técnicos del Centro de Petróleo y Química del IVIC, para establecer una estructura organizativa que comprende tres divisiones:
- Exploración y Producción.
- Refinación y Petroquímica.
- Administración y Servicios.

    Entre julio y agosto de 1978, se efectuó la mudanza a su actual sede, lo que permitió dotar y poner en marcha un significativo número de laboratorios.

### Período 1979-1984
En junio de 1979, Intevep se constituyó como empresa mercantil, filial de Petróleos de Venezuela, lo cual permitió adoptar políticas y actividades administrativas alineadas con la Corporación.

    En 1980, Intevep se enfrentó a dos retos fundamentales: ejecutar los programas de ingeniería y diseño ya establecidos, y continuar la formación del equipo humano y la infraestructura requerida para los mismos. Los esfuerzos tecno-científicos se concentraron en las áreas de mayor importancia para la industria.

    En 1983, se diseñó el Modelo Geológico de la Faja del Orinoco, se seleccionó el proceso propio de mejoramiento de crudos pesados y se realizó el estudio de las refinerías del Caribe.  Adicionalmente, se creó la Unidad de Petroquímica y se estableció un programa definido de asistencia a Pequiven. El programa de Control de Calidad fue uno de los logros resaltantes, así como la creación de la Red de Información Petrolera y Petroquímica (RIPPET).

    En 1984, Intevep mostró un notable avance en el desarrollo de una tecnología propia para el mejoramiento de crudos pesados: HDH®, y en el desarrollo y optimización de métodos para el transporte superficial de crudos pesados y extrapesados, actividades que situaron a la Industria en una posición de liderazgo en cuanto a este tipo de investigaciones en el ámbito mundial.

### Período 1985-1989
Durante 1985, se mantuvo el énfasis en áreas de transporte y mejoramiento de crudos pesados y extrapesados, recuperación adicional de crudos livianos y medianos, utilización de materiales residuales, apoyo a procesos de refinación y asesoría en control de calidad.

    En 1986, a tecnología de emulsiones para la producción y manejo de crudos pesados fue integrada efectivamente a las operaciones de la Industria. El proceso de mejoramiento HDH® fue validado en su fase de planta piloto lo cual permitió adelantar el desarrollo de la ingeniería básica de un módulo comercial.

    En 1987, PDVSA decidió ampliar la misión de Intevep, asignándole la responsabilidad de centralizar las actividades de ingeniería básica y la prestación de servicios técnicos operacionales avanzados a la corporación.

    En 1998, se registraron avances fundamentales en áreas estratégicas de la industria.  En efecto, productos y procesos generados en Intevep entran en fase de implantación operacional: el producto orimulsión entró a su fase de comercialización, se completaron con éxito las pruebas piloto de transporte mediante Flujo Anular®, finaliza el desarrollo tecnológico de coque y aleaciones con alto contenido de vanadio, así como las pruebas del proceso HHC™ y de los catalizadores requeridos. Adicionalmente, se introdujo en el mercado nacional un aceite lubricante formulado en Intevep y se cumplieron las pruebas de demostración del proceso de mejoramiento HDH®.

    Durante el año de 1989, en respuesta al cambio de alcance en las actividades de Intevep, se dio a la empresa una nueva denominación: “Intevep, S.A.”, “Centro de Investigación” y “Apoyo Tecnológico”.

### Período 1990-1995
En 1990, se adquierieron los derechos de uso de la tecnología Etherol, de la British Petroleum, para la producción de éteres a ser utilizados en el mejoramiento de octanaje de las gasolinas y reemplazar el tetraetilo de plomo.

    Intevep recibe el primer premio en Tecnología, de la Academia de Ciencias del Tercer Mundo (TWAS), por el desarrollo de la tecnología Imulsión, además de otros prestigiosos galardones.

    Se completaron importantes convenios de cooperación con diversas universidades venezolanas (UCV, ULA, USB y UCAB), tanto para el trabajo conjunto en actividades de Investigación y Desarrollo, como para el fortalecimiento de especialidades académicas afines al campo científico -técnico.

    En 1991, el desarrollo del proceso HDH® fue merecedor del Premio de Ciencias de la UNESCO y recibió la aprobación, por parte de PDVSA, para construir la planta pionera en la Refinería Cardón, con una capacidad de 15 mil barriles diarios.

### Período 1995-1999
Durante estos años, Intevep se mantuvo estable en cuanto a la crearon nuevos proyectos de apoyo a la industria petroleras venezolana. Igualmente, Intevep afianzó sus relaciones con el sector de ciencia y tecnología, a través de convenios para el desarrollo de trabajos conjuntos con las universidades nacionales, el “Ministerio de Ciencia y Tecnología”, “Instituto Venezolano de Investigaciones Científicas” (IVIC), “Funvisis”, “Fundación Instituto Ingeniería”, “IUT Región Capital”, entre otros.
Intevep jugó un papel significativo durante la contingencia de finales de 2002 y comienzos de 2003, cuando numerosos técnicos, especialistas y gerentes de la empresa asumieron la responsabilidad de apoyar directamente las diferentes áreas afectadas por la acción del paro petrolero. Gracias a este apoyo, refinerías, plantas, campos e instalaciones en general, se mantuvieron medianamente operativas durante la crisis más dura que vivió la corporación durante su historia. Juegan papel importante acciones como la certificación de combustibles, los equipos de respuesta rápida, los entrenamientos in situ a las personas que recién ingresaban, instrumentación de refinerías y atención a daños ambientales entre varias actividades.
Actualmente, Intevep continúa su importante labor como centro de soporte técnico y científico de la industria petrolera, bajo el lema de “Soberanía Tecnológica”, sin olvidar el papel que se le ha atribuido de respaldar y ejecutar cada uno de los programas que desarrolla el Gobierno Bolivariano: la Misión Ribas, cuya coordinación en el estado Miranda es responsabilidad de Intevep, las Misiones Barrio Adentro, Sucre, Robinson y Vuelvan Caras y, por supuesto, el impulso al desarrollo endógeno, al cooperativismo y la economía social y a la integración latinoamericana.

### Período 2006-2015
Para el 2015, INTEVEP es presidido por Wilfredo Briceño. En diciembre de 2015 fue firmado un convenio con Ferrominera Orinoco (FMO) para la producción de Orimatita® sustituto de la barita como agente densificante de los lodos de perforación usados por la industria petrolera para profundizar los pozos de exploración y extracción de hidrocarburos. La Orimatita sería fabricada a base de hematita extraída de la mina Altamira en el estado Bolívar.

### Período 2016-2020
La presidencia del instituto recae sobre Argenis Rodríguez. En junio de 2018 finalmente comienza la producción de Orimatita® por medio de PDVSA Industrial, lo cual es un ahorro para la nación de US$ 100 millones al año ya que utiliza materia prima nacional.